# Municipio de Marshfield (Minnesota)
El municipio de Marshfield (en inglés: Marshfield Township) es un municipio ubicado en el condado de Lincoln en el estado estadounidense de Minnesota. En el año 2010 tenía una población de 242 habitantes y una densidad poblacional de 2,6 personas por km².

## Geografía
El municipio de Marshfield se encuentra ubicado en las coordenadas 44°20′4″N 96°9′4″O / 44.33444, -96.15111. Según la Oficina del Censo de los Estados Unidos, el municipio tiene una superficie total de 93.12 km², de la cual 90,1 km² corresponden a tierra firme y (3,23 %) 3,01 km² es agua.

## Demografía
Según el censo de 2010, había 242 personas residiendo en el municipio de Marshfield. La densidad de población era de 2,6 hab./km². De los 242 habitantes, el municipio de Marshfield estaba compuesto por el 97,52 % blancos, el 1,24 % eran de otras razas y el 1,24 % eran de una mezcla de razas. Del total de la población el 2,48 % eran hispanos o latinos de cualquier raza.